# Musicum

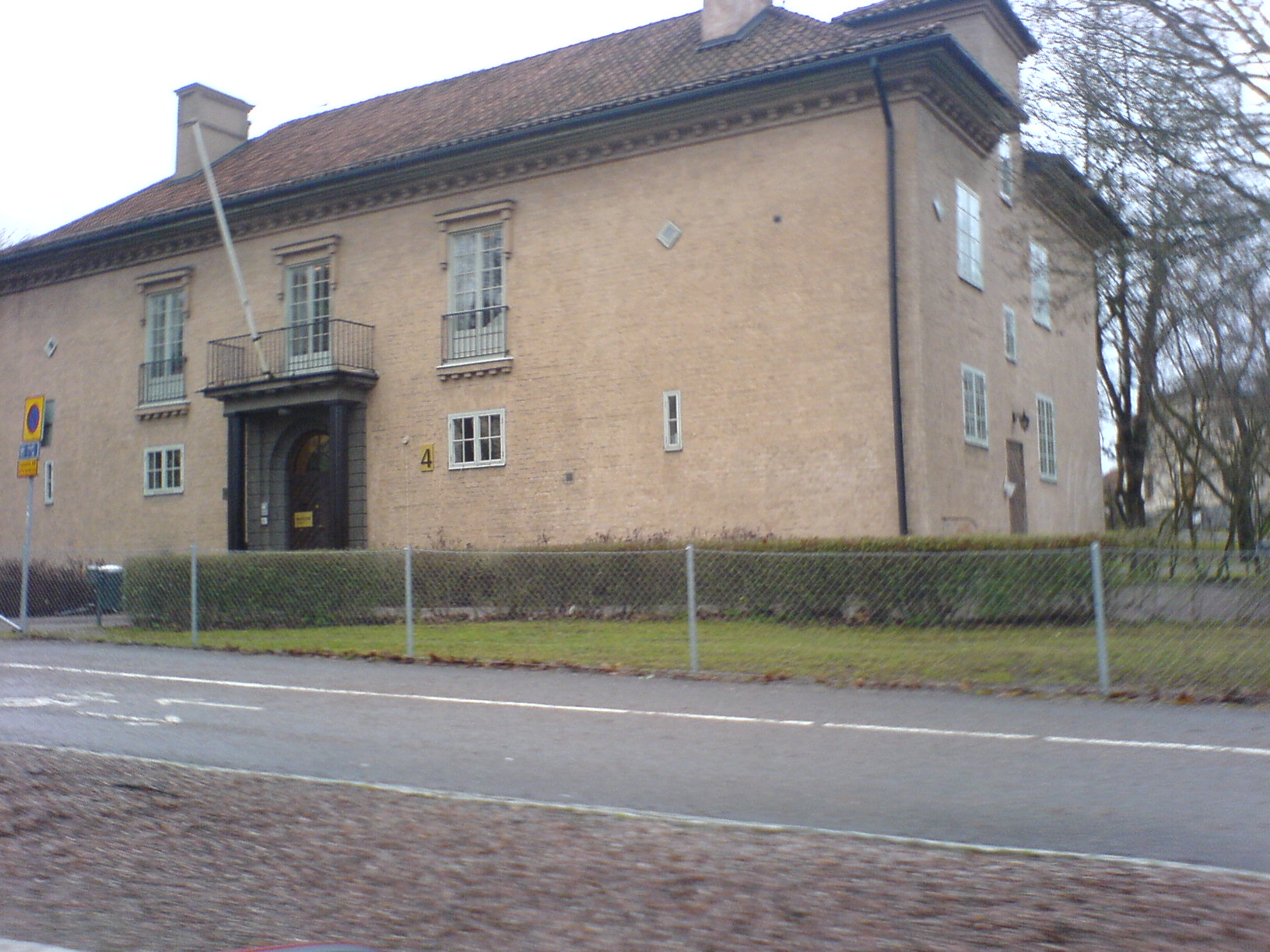
Musicum

Musicum è un edificio dell'Università di Uppsala, sede della Kungliga Akademiska Kapellet e ufficio del director musices. Situato all'estremità nordest di Observatorieparken, si affaccia al termine di skolgatan. Musicum è un edificio sorico sotto tutela (byggnadsminne).

## Storia
Nel 1918 Hjalmar Salomon Josephson, nipote del director musices Jacob Axel Josephson, donò 75 000 corone per la costruzione di una nuova residenza per il director musices e sede per l'orchestra. L'edificio di tre piani dal distintivo color salmone venne progettato dall'architetto Victor Holmgrens e la costruzione venne completata nel 1930.
Hugo Alfvén, che in precedenza dimorava presso il Linnaeum, fu il primo director musices a stanziarsi presso la nuova sede.  I suoi successori fino a Carl Rune Larssons, che ricoprì l'incarico dal 1967 al 1989, abitarono presso Musicum. I successivi director musices ebbero a disposizione la residenza, ma decisero di destinare l'uso delle stanze a sale di studio e prova a disposizione dei musicisti dell'orchestra.
Nel piano terra si trova la stora kappellsalen, che è la sala principale, usata per le prove e per piccoli concerti. Al primo piano si trovano il salone e gli uffici dell'amministrazione dell'orchestra, mentre al secondo piano si trova la residenza del director musices.